# 長野県道450号矢地赤芝線
長野県道450号矢地赤芝線（ながのけんどう450ごう やちあかしばせん）は、長野県北安曇郡松川村を走る一般県道。

## 概要

### 路線データ
- 起点：北安曇郡松川村字矢地（長野県道306号有明大町線交点）
- 終点：北安曇郡松川村字赤芝（信濃松川駅前交差点、国道147号交点）

## 通過する自治体
- 北安曇郡松川村

## 交差・接続する道路
- 長野県道306号有明大町線 - 北安曇郡松川村字矢地（起点）
- 国道147号 - 北安曇郡松川村字赤芝（信濃松川駅前交差点、終点）